# Румянцевы
Румя́нцевы (Румянцовы) — русский дворянский и графский род.
В Гербовник внесены две фамилии Румянцовых:
1. Потомство боярина Василия Румянца. К данной ветви относятся графы Румянцовы и граф Пётр Александрович Румянцов-Задунайский (Герб. Часть III. № 4).
2. Потомство Козельского городового дворянина Гаврилы Елизаровича Румянцова, верстанного поместным окладом и вотчиной (1622) за московское осадное сидение (Герб. Часть IX. № 43)[1][2].

Дворянский род внесён в VI часть родословных книг Архангельской, Вологодской, Калужской и Московской губерний. Ещё семь столбовых родов Румянцевых внесены в родословные книги различных губерний, в частности, новгородский род первой половины XVI века от Семёна и Степана Румянцовых.

## Происхождение и история рода
Первая ветвь по семейному преданию происходит от нижегородского боярина Василия Румянца, который оказал важные услуги при завоевании Нижнего Новгорода (1391), великому князю московскому Василию Дмитриевичу. Предание о происхождении рода Румянцевых из Нижегородско-Суздальского княжества соответствует действительности и находит подтверждение в местной грамоте (о порядке мест в княжеской думе) великого князя Дмитрия Константиновича, суздальского и нижегородского (1368).  В ней упомянут Иван Григорьев сын Румянцев. Существовал уже в XV веке и владел поместьями в Шелонской и Деревской пятинах. Кузьма Румянцев был дьяком. В синодик опальных людей Ивана Грозного, казни Новгородцев (1570) внесены: Третьяк Румянцов, Кузьма Румянцов, Афимья Румянцова с сыном Алексеем да тремя дочерями - Прасковья, Анна, Арина.

#### Известные представители дворянского рода
- Румянцев Василий Никитич - стольник, жалован вотчинами (1620 и 1627), московский дворянин (1676), дьяк при посольстве Потемкина в Голландию, Францию и Италию (1699).
- Румянцев Иван Иванович - московский дворянин (1627-1676).
- Румянцев Иван Иванович - воевода в Балахне (1637-1628), в Кетском остроге (1631).
- Румянцев Семён Владимирович - дьяк (1668-1677), воевода в Тобольске (1659-1664), в Астрахани (1676-1678).
- Румянцев Сила Никитич - воевода в Белоозерске (1681-1682).
- Румянцев Фёдор Иванович - стольник, воевода в Чебоксарах (1686-1687).
- Румянцев Степан Семенович - воевода в Бежецком-Верхе (1687).
- Румянцевы: Яков Владимирович, Пётр Семёнович, Фёдор и Никита Фёдоровичи, Василий Данилович - московские дворяне (1676-1696).
- Румянцевы: Михаил Саввинович, Михаил Богданович, Иван Семёнович, Иван Васильевич - стряпчие (1682-1692).
- Румянцевы: Фёдор, Матвей и Иван Ивановичи, Яков, Сила и Григорий Никитичи, Герасим Богданович, Степан и Василий Семёновичи - стольники (1679-1692).
- Румянцев Никифор Фёдорович - дьяк (1700)[5][6].

## Графы Румянцевы
За военные и гражданские службы Александр Иванович Румянцев 15 июня 1744 года, по заключению в Абове со Швецией мира, пожалован в графы Всероссийской Империи. Сын его, генерал-фельдмаршал, граф Петр Александрович Румянцев по заключению с Портой Оттоманского мира (1774), пожалован Екатериной II  (10 июля 1775) именоваться Задунайским. Графская линия рода пресеклась (1838).

#### Известные представители графского рода
- Румянцев, Александр Иванович (1680 г. или 1677—1749), приближённый Петра I, государственный деятель и дипломат, граф (1744).
- Румянцева, Мария Андреевна - графиня, мать полководца Румянцева-Задунайского.
- Румянцев-Задунайский, Петр Александрович (1725—1796) — политический и военный деятель времён Петра III и Екатерины II граф (1744), генерал-фельдмаршал (1770).
- Румянцев, Михаил Петрович (1751—1811) — русский военный и государственный деятель, генерал-лейтенант, сенатор, действительный тайный советник.
- Румянцев, Николай Петрович (1754—1826) — государственный деятель, дипломат, коллекционер и меценат; граф; министр иностранных дел (1807—1814), председатель Государственного совета (1810—1812).
- Румянцев, Сергей Петрович (1755—1838), государственный деятель, дипломат; граф.

В память о мирных договорах, заключённых тремя поколениями графов Румянцевых, Николай Петрович заказал Антонио Канове мраморную группу «Олицетворение Мира».

## Описание гербов

#### Герб Румянцевых 1785 г.
В Гербовнике Анисима Титовича Князева 1785 года имеется изображение печати с гербом графа Петра Александровича Румянцева-Задунайского (1725-1796): щит разделён крестообразно на четыре части и посредине малый щиток, в серебряном поле, которого изображен чёрный орёл с распростёртыми крыльями. В первой и четвёртой частях, в красном поле, золотой панцирь. Во второй и третьей частях, в синем поле, зелёное дерево. Щит увенчан графской короною, из которой выходит шлем (без короны), по сторонам которого два орлиных крыла и между ними согнутая рука в латах с мечом.  Щитодержатели: с правой стороны - медведь, а с левой - восстающий лев, с высунутым языком и поднятым хвостом, мордой обращённый влево, стоящий задними лапами на пушке. Вокруг щита орденская лента с двумя орденскими крестами и орденская цепь с орденом Святого Андрея Первозванного. Девиз <<Non solum armis>> (перевод - Не только оружием).

#### Герб. Часть III. № 4.
Герб графов Румянцевых: щит, разделенный на четыре части, заключает в пересечении их перпендикуляров ещё малый щит, где в золотом поле изображены два черные орла до половины. В первой и четвёртой частях главного щита в червлёном поле изображен серебряный кирас. Во второй и третьей — в лазоревом поле стоящие золотые деревья.
Гербовый щит увенчан графскою короною, под которою шлем, окруженный наметом. В нашлемнике над короною два орлиных черных крыла и между ними поднятая рука в латах, держащая меч. Щитодержатели: справа — лев, слева — барс. Девиз заключает изречение: «Non solum armis» (Не только оружием). Намёт трех цветов: червлёный, лазоревый и чёрный; подложка золотая.

#### Герб. Часть IX. № 43.
Герб потомства Гаврилы Елизаровича Румянцова: щит разделен на четыре части, из которых в первой и четвёртой части в голубом поле изображена согнутая рука в латах и с мечом. Во второй и третьей частях в красном поле две золотые полосы, означенные диагонально к верхнему левому углу и на них крестообразно две стрелы, железком обращенные одна на право, а нижняя в лево. Щит увенчан дворянским шлемом и короною со страусовыми перьями. Намёт на щите голубой и красный, подложенный серебром.

## Исторические и памятные места
- Особняк Румянцева на Английской набережной
- Дворец Румянцевых — Паскевичей
- Качановка (усадьба)
- Ташань (усадьба)
- Троицкое-Кайнарджи
- Румянцевский обелиск
- Румянцевский музей
- Маросейка, 17
- Памятник Кагульской битвы в Молдове городе Вулканешты